# Bilisht
Bilisht (em macedônio/macedónio:  Билишта, Bilišta) é uma cidade e município (em albanês:  bashkia) da Albânia. É a  capital do distrito de Devoll na prefeitura de Korçë.